# Modelo animal
Um modelo animal, animal modelo ou organismo modelo é um animal não humano usado em pesquisas com várias aplicações possíveis, incluindo entender melhor a fisiologia de organismos complexos e mecanismos de doenças, além da avaliação da segurança e eficácia de tratamentos. O animal escolhido usualmente tem proximidade taxonômica com humanos, para desenvolver a doença ou reagir ao tratamento em teste de maneira semelhante. Muitos tratamentos para doenças humanas foram desenvolvidas com o uso de modelos animais. Praticamente  90%  das  pesquisas  laureadas com  o  Prêmio  Nobel  de  Fisiologia  e  Medicina utilizaram experimentos com animais.
No Brasil, o uso de animais em ensino e pesquisa é regulamentado pela Lei Arouca.